# Доріан Мортелетт
Доріан Мортелетт  (фр. Dorian Mortelette, 24 листопада 1983, Армантьєр) — французький веслувальник, олімпійський медаліст.

## Результати

### Олімпійські ігри
| Олімпіада   | Дисципліна                        | Місце |
| ----------- | --------------------------------- | ----- |
| Пекін 2008  | четвірка розстібна без стернового | 3     |
| Лондон 2012 | двійка розстібна без стернового   | 2     |

### Чемпіонати світу
| Рік  | Місце                    | Результат |
| ---- | ------------------------ | --------- |
| 2006 | Ітон, Велика Британія    | 6         |
| 2007 | Мюнхен, Німеччина        | 6         |
| 2009 | Познань, Польща          | 4         |
| 2010 | Гамільтон, Нова Зеландія | 1         |

### Чемпіонати Єврпопи
| Рік  | Місце             | Результат |
| ---- | ----------------- | --------- |
| 2008 | Марафон, Греція   | 1         |
| 2009 | Берестя, Білорусь | 3         |

### Чемпіонати світу серед юніорів
- 2000 — 2 місце
- 2001 — 1 місце

### Середземноморські ігри
- 2009 ( Пескара, Італія) — 2 місце

### Чемпіонати Франції
- 2008 — 1 місце
- 2009 — 1 місце
- 2010 — 2 місце
- 2011 — 1 місце
- 2012 — 1 місце